# Amfi
Amfi er en dansk kortfilm fra 2018 instrueret af Mathias Broe.

## Handling
Hvem har lavet grænserne? Alt flyder frit, da de tre unge mænd Anton, Sigurd og Adam mødes for første gang i ruinerne af et amfiteater fra det gamle Grækenland. Selvom de er helt fremmede for hinanden, begynder de en samtale, der afslører deres inderste lyst, skam, frygt og hemmeligheder. Sammen kan de måske løsrive sig fra begrænsende forestillinger om mænds seksualitet.

## Medvirkende
- Anton Falck
- Sigurd Holm
- Adam Hawwa Vissing